# Sant Miquel (la Serratella)
L'Església Parroquial de Sant Miquel de la Serratella, a la comarca de la Plana Alta, és un temple catòlic, situat a la plaça de l'Església, catalogat Bé de Rellevància Local segons la Disposició Addicional Cinquena de la Llei 5/2007, de 9 de febrer, de la Generalitat, de modificació de la Llei 4/1998, d'11 de juny, del Patrimoni Cultural Valencià (DOCV Núm. 5.449 / 13/02/2007); amb el codi: 12.05.103-002.

## Història
L'edifici actual de l'església parroquial no és el temple originari, ja que el temple primitiu es va quedar petit per la creixent població de la Serratella i va ser substituït per l'actual temple, que s'eleva sobre les restes del primer.
Quan encara existia el primitiu temple originari, la Serratella no comptava ni amb rector propi, sent el mateix sacerdot que atenia a la població el mateix que el de la veïna Albocàsser. Aquesta situació es va allargar fins a l'any 1572, data en la qual el bisbe va autoritzar a la parròquia a disposar d'un prelat propi, càrrec que va recaure en la persona de Joan Sans. Es disposava en aquell moment d'un temple de dimensions reduïdes, amb una planta que presentava unes tres crugies, separades per arcs torals que presentaven un relatiu apuntament; amb una coberta recta de fusta i una porta d'accés al temple situada en un lateral del temple, amb forma d'arc de mig punt, i adovellat, que amb una gran seguretat comptaria amb un porxo que protegiria l'entrada al temple.
Amb la construcció del nou temple, que abastaria des d'abans de mitjan segle xviii (1742, fins abans d'acabar el primer lustre del segle xix (1803), es va donar origen al temple actual.
Durant l'any 2008, en el seu interior es van exposar peces de l'exposició itinerant “Espais de Llum”, de la Fundació valenciana ‘’La Llum dels Imatges'’, mostrant-se dos calzes gòtics d'un valor incalculable.

## Descripció
El nou temple es caracteritza per la seva senzillesa. Presenta planta rectangular de nau única, i quatre crugies, a les quals cal afegir el presbiteri. A més compta amb capelles laterals que es comuniquen entre si a través d'amples passadissos, i que es troben obertes a la nau mitjançant arcs de mig punt que descansen en impostes, i presenten com coberta Volta d'aresta.
La seva decoració és també lleugera, destacant el frontal de l'altar, en el qual cal destacar la imatge del sant de la advocación a la qual es dedica el gtemplo.
Per la seva banda l'exterior és d'una gran austeritat, seguint els cànons neoclàssics, amb formes rectes i materials típics d'aquestes construccions (maçoneria i carreus). Presenta un campanar que forma part de la façana en els cossos inicials, quedant en solitari només dos d'ells, una en forma de trapezi (el que s'uneix a la resta del temple), i en el qual destaca el rellotge, i l'últim cos, que és el cos de les campanes.
Com a part del tresor parroquial pot destacar-se la capa porta viáticos renaixentista, confeccionada amb un teixit de vellut, amb decoració en el revers, amb el tema de dos àngels subjectant un calze coronat pel pa eucarístico.